# ФК Газ метан Медијаш
ФК Газ метан Медијаш (рум. CS Gaz Metan Mediaş) је румунски фудбалски клуб из Медијаша који се такмичи у румунској Првој лиги. Своје утакмице као домаћини играју на Газ метан стадиону, капацитета 8.500 места.
Клуб је основан 1945. и углавном се такмичио у другој и трећој румунској лиги. Сезона 2001/11. је била укупно пета сезона у којој су се такмичили Првој лиги. Те сезоне су остварили и свој најбољи пласман освајањем седмог места. Одустајањем Политехнике Темишвар од наступања у евромским такмичењима услед немогућности да добије лиценцу, Газ метан је добио могућност да по први пут игра у неком евро купу. 

## Газ метан Медијаш у европским такмичењима
| Сезона   | Такмичење        | Коло        | Земља    | Екипа        | Резултат            |
| -------- | ---------------- | ----------- | -------- | ------------ | ------------------- |
| 2011/12. | УЕФА лига Европе | 2. коло кв. | Финска   | КуПС         | 0:1, 2:0            |
|          |                  | 3. коло кв. | Њемачка  | Мајнц 05     | 1:1, 1:1 (4:3 пен.) |
|          |                  | плеј оф     | Аустрија | Аустрија Беч |                     |

## Трофеји
- Лига 2: 1

2000.
- Лига 3: 3

1973, 1977. и 1993.
- Куп: финалиста

1951.